# Nicrophorus concolor
Nicrophorus concolor es un coleóptero de la familia de los sílfidos.

## Sinonimia
- Acanthopsilus concolor Portevin, 1923
- A. c. rothundicollis Schawaller, 1977
- A. rotundicollis Portevin, 1923
- Nicrophorus concolor rotundicollis Hatch, 1928
- N. rotundicollis Hatch, 1927
- N. (Acanthopsilus) c. Portevin, 1920
- N. (A.) rotundicollis Portevin, 1923